# Xianglong zhaoi
Xianglong (il cui nome significa "lucertola volante" in cinese) è un genere di lucertola, vissuta durante il periodo Cretaceo, nell'odierna provincia di Liaoning, in Cina. È noto per un unico scheletro completo (LPM 000.666), che reca anche i segni della pelle. Il campione viene dalla Formazione Yixian, risalente al periodo Barremiano-Cretaceo inferiore. La caratteristica più evidente di Xianglong sono le sue lunghe costole sporgenti dal corpo, otto per lato, che erano unite tra di loro da una membrana di pelle, che permetteva a questa lucertola di planare. Era una lucertola acrodonta, e l'analisi cladistica indica che questo animale era imparentato con le moderne iguane.
Il fossile dell'esemplare ritrovato era lungo 15,5 centimetri (6.1 in), di cui 9,5 cm era composti dalla coda. Tuttavia gli esperti affermano che questo esemplare era ancora giovane.

## Capacità avicole
Lo Xianglong era una delle poche creature in grado di planare tramite le costole. Altre creature odierne, come lo scoiattolo volante, possiedono una struttura diversa, in cui la membrana è attaccata dalla punta delle zampe anteriori fino alla punta delle zampe posteriori. Tuttavia esistono altri animali in grado di volare alla stessa maniera dello Xianglong: l'odierno drago volante e un rettile fossile del Triassico chiamato Kuehneosaurus. Nonostante i suoi 15 centimetri di lunghezza questo animale poteva destreggiarsi con agilità nell'aria riuscendo a sfuggire ai predatori suoi contemporanei, come il Microraptor.
Xianglong aveva, inoltre, degli artigli leggermente ricurvi, ciò indica che avesse uno stile di vita arboricolo. Inoltre per un animale in grado solo di planare saper salire sugli alberi era essenziale per potersi poi lanciare nel vuoto scivolando nell'aria.
Xu Xing, un paleontologo cinese e uno dei descrittori di Xianglong, afferma che questo piccolo rettile potesse planare tanto quanto la metà di un campo di calcio, molto più di quella del moderno drago volante. Appare, paragonato al drago volante, nella serie Planet Dinosaur, dove un esemplare viene braccato da un Microraptor. Poi (non si sa come ma poi si trasferisce in Romania) lo stesso esemplare viene attaccato e ucciso da un Bradycneme

## Citazioni
1. Fox News: Ancient Lizard Glided on Stretched Ribs
2. Pi-Peng Li, Ke-Qin Gao, Lian-Hai Hou, and Xing Xu (2007). "A gliding lizard from the Early Cretaceous of China" (pdf). Proceedings of the National Academy of Sciences of the United States of America 104 (13): 5507–5509. doi:10.1073/pnas.0609552104. PMC 1838464. PMID 17376871.